# Пильховице (гмина)
Пильховице (пол. Pilchowice) — сельская гмина (волость) в Польше, входит как административная единица в Гливицкий повет, Силезское воеводство. Население — 10 137 человек (на 2004 год).

## Демография
| Перепись                       | Всего   | Всего | Женщины | Женщины | Мужчины | Мужчины |
| ------------------------------ | ------- | ----- | ------- | ------- | ------- | ------- |
| Единицы                        | человек | %     | человек | %       | человек | %       |
| Население                      | 10 137  | 100   | 5212    | 51,4    | 4925    | 48,6    |
| Плотность населения (чел./км²) | 150,2   | 150,2 | 77,2    | 77,2    | 73      | 73      |

## Солецтва
1. Вильча
2. Жерница
3. Кузня-Неборовска
4. Лебошовице
5. Неборовице
6. Пильховице — центр гмины
7. Станица